# 九一式戦闘機
中島 九一式戦闘機
- 用途：戦闘機
- 設計者：アンドレ・マリー、小山悌
- 製造者：中島飛行機
- 運用者：日本陸軍
- 初飛行：1928年6月（試作機NC）[1]
- 生産数：444機

九一式戦闘機（きゅういちしきせんとうき）は、第二次世界大戦前の日本陸軍最初の単葉戦闘機であり、陸軍初の日本オリジナルの設計による戦闘機である。呼称は九一戦、九一式戦。複葉の甲式四型戦闘機に代わって制式機となった。中島飛行機がフランスから招聘したアンドレ・マリー技師を中心に設計され、中島飛行機によって製造された。1932年より1935年頃の日本陸軍の主力戦闘機であった。

## 概要
1927年（昭和2年）に日本陸軍は、次期主力戦闘機の開発を、中島、川崎、三菱、石川島の4社に命じた。各社は外国から専門家を招聘して設計を進めたが、中島ではフランスのニューポール社からアンドレ・マリー技師を、ブレゲー社からロバン技師を招聘し、両技師を設計主務者として開発を進め、1928年（昭和3年）に試作機「NC」を2機を完成させた。1929年（昭和4年）、図面書類審査の段階で不採用となった石川島機を除く3社の試作機が完成して比較審査が行なわれたが、各社の試作機は次々と不調を起こし、NCも垂直降下試験中に空中分解を起こした。結局4社とも不合格になったが、次期戦闘機の配備が急務だった陸軍では中島に対し試作機の強度増加と安定性の改良を指示。中島でも改良を重ねた結果、1931年（昭和6年）12月に試作6号機が九一式戦闘機として制式採用された。また、1934年にはエンジンを換装した改良モデルの二型が登場している。

## 構造
胴体は、初の流線型全金属機体を採用しており、主翼配置はパラソル翼で桁にはフランス製のニッケル・クロム・モリブデン鋼を使用、開放式風防となっている。制式採用後も主翼や支柱の強化やエンジンの換装等の改良が継続して行われたが、水平状態できりもみに陥りやすい癖があり、これは最後まで解決しなかった。

## 運用
採用時期が満州事変の最中であり、少数機が満州事変や第一次上海事変に参戦したが、参戦してすぐに停戦となったため敵機との交戦記録はない。生産は1934年（昭和9年）まで中島と石川島航空機で行われ、生産機数は342機（試作機7機を除く）。国防献金により愛国号として多数が寄贈された。

## 現存する機体

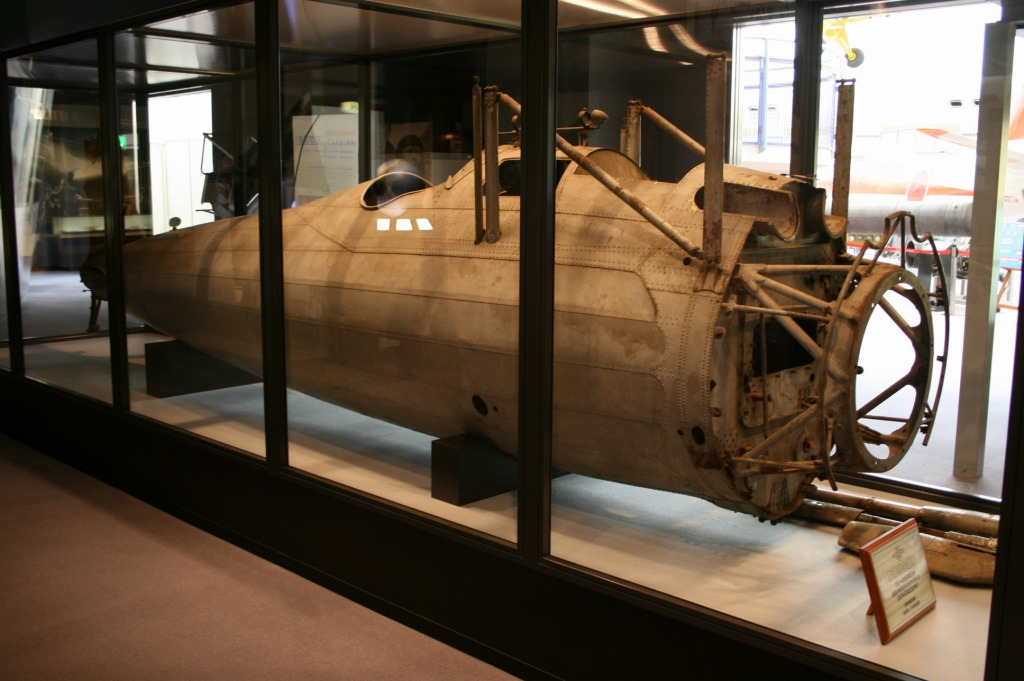
所沢航空発祥記念館にて展示されている唯一の現存機（航空遺産1号機）

世界で唯一の現存機が所沢航空発祥記念館に胴体のみ展示されている。この機体は1933年1月に製造されたもの（製造番号第237号）で、第二次世界大戦中に宮城県加美町在住の人物が購入し、長らく倉庫へ保管していた。長期間屋内に保管していたため劣化もあまり進行せず良好な状態で発見された。発見後は同記念館へ運び込まれ、ケース内に極めて良好な状態で展示されている。
2008年4月には、日本航空協会が同機体を重要航空遺産の第1号に認定した。当時塗られていた塗色や書き込まれた製造番号を始め、この機体を製造するために必要とされた技術や材料、工作方法など、この機体を製作し使用した人々が関わった多くの痕跡がそのまま遺っているため、新たに新造したパーツで復元したり、色を塗り直したりはされていない。同記念館2階には九一戦のプロペラ軸部も展示されている。
この他にプロペラのみが保存されているケースもあり、奈良県大和郡山市の矢田坐久志玉比古神社の山門には、「航空祖神」の板碑と共に九一式戦闘機のプロペラが掲げられている。同様に、長崎県長崎市のつりがね堂薬局の正面入り口には、シンボルのつりがねの下に創設者が日本陸軍に戦闘機を寄付したお礼として寄贈されたプロペラが掲げられている。

## スペック
出典：
- 乗員： パイロット 1 名
- 全長： 7.27m
- 全幅： 11.00 m
- 主翼面積： 20.0m2
- 自重： 1075 kg
- 全備重量： 1530 kg
- 動力： 中島ジュピター7型星型9気筒 空冷レシプロエンジン
- 出力： 520HP
- 最大速度： 320 km/h
- 巡航速度： 300 km/h
- 航続距離： 700 km（2 時間）
- 実用上昇限度： 9000 m
- 上昇率： 5000/9'00"
- 武装： 機関銃 7.7mm機銃×2